# Таррагона
Тарраго́на (исп. и кат. Tarragona, лат. Tarraco, Tarracona) — приморский город и муниципалитет Испании; центр провинции Таррагона в составе автономной области Каталония. Один из старейших городов Испании; во времена Римской империи — центр Тарраконской Испании. В 2000 году античные руины города были объявлены ЮНЕСКО памятником Всемирного наследия.
Муниципалитет находится в составе района (комарки) Таррагонес. Занимает площадь 61,91 км². Население — 140 184 человека (2010 год). На территории города находится один из крупных морских портов, играющих важную роль в экономике Испании. Находится в 98 км к юго-западу от Барселоны.

## История
Иберийцы, исконно населявшие местность, в конце V века до н. э. основали поселение под названием Кессе. В 218 году до н. э. во время Второй Пунической войны оно было захвачено римским проконсулом Публием Корнелием Сципионом Африканским. Сципион построил в Кессе укрепительные сооружения, и к 27 году до н. э. город заметно вырос — так появился Тарракон, старейшее римское поселение на Иберийском полуострове.
Во времена Римской империи Тарракон являлся столицей римской провинции Ближняя Испания, а после объединения с Галисией — провинции Тарраконская Испания. В 45 году до н. э. Юлий Цезарь сделал город центром римской провинции, переименовав его в Colonia Iulia Urbs Triumphalis Tarraco. После успешного завершения Кантабрийской войны в Тарраконе зимовал Октавиан Август, построивший в городе многочисленные здания в честь победы. Будущий римский император Септимий Север также провёл здесь несколько лет, управляя Тарраконской Испанией. В III веке епископскую кафедру занимал Фруктуоз Таррагонский.
C 714 город находился под властью мавров, у которых его отвоевал в 1117 году Рамон Беренгер III (граф Барселоны). Через 12 лет городом овладел норманнский барон Роберт д’Агвило, который объявил его центром одноимённого княжества (просуществовало до 1173 года). В Средние века город время от времени служил столицей королевства Арагон.
Во время Сегадорского восстания Таррагона находилась с 1641 по 1644 годы в руках восставших. Во время Войны за испанское наследство здесь базировались (с 1705 по 1713 годы) британцы и другие враги испанской короны. В мае — июне 1811 года город был взят после осады французскими войсками под командованием маршала Сюше. В июне 1813 года британский генерал Мюррей не смог отобрать город у гарнизона под командованием француза Бертолетти.

## Население
| 1717     | 1787     | 1857     | 1860     | 1877     | 1887     | 1900     | 1910     | 1920     | 1930     | 1936     | 1940     |
| -------- | -------- | -------- | -------- | -------- | -------- | -------- | -------- | -------- | -------- | -------- | -------- |
| 4915     | ↗9909    | ↗19 760  | ↗20 228  | ↗24 709  | ↗29 043  | ↘25 207  | ↘25 009  | ↗29 632  | ↗32 379  | ↗32 989  | ↗37 120  |
| 1945     | 1950     | 1955     | 1960     | 1970     | 1975     | 1981     | 1986     | 1991     | 2001     | 2002     | 2004     |
| ↗37 770  | ↗40 084  | ↗40 850  | ↗45 273  | ↗78 238  | ↗101 619 | ↗111 689 | ↘109 557 | ↗112 801 | ↗115 153 | ↗117 184 | ↗123 584 |
| 2005     | 2006     | 2007     | 2008     | 2009     | 2010     | 2011     | 2012     | 2013     | 2014     | 2015     | 2016     |
| ↗128 152 | ↗131 158 | ↗134 163 | ↗137 536 | ↗140 323 | ↘140 184 | ↘134 085 | ↘133 954 | ↘133 545 | ↘132 199 | ↘131 255 | ↘131 094 |
| 2017     | 2018     | 2019     | 2020     | 2021     | 2022     | 2023     | 2024     |          |          |          |          |
| ↗131 507 | ↗132 299 | ↗134 515 | ↗136 496 | ↘135 436 | ↘134 883 | ↗138 262 | ↗141 151 |          |          |          |          |

## Достопримечательности
- «Балкон Средиземноморья» — прибрежный холм, с которого открывается вид на море, город и развалины римского амфитеатра.
- Романско-готический кафедральный собор XII-XIV веков. Построен на месте одной из древнейших христианских построек Испании, сооружённой ещё в 382 году[31][32]. Включает несколько десятков капелл и 70-метровую колокольню.
- Римский амфитеатр — сооружение II века н. э., предназначенное для боев гладиаторов, театральных представлений и публичных казней, вмещавшее до 12 000 зрителей. Здесь в 259 году была проведена первая на Пиренейском полуострове публичная казнь христиан. Открыт для посещения.
- Цирк (исп. Las Voltas del Circ) — сооружение I века н. э., предназначенное для конных состязаний.
- Руины дворца римского наместника (Pretori Roma) и форума (I век н. э.)
- Римский акведук[укр.] («мост дьявола», I в. до н. э.)
- Римский музей (Museu ď Historia) содержит более 25000 экспонатов — свидетельств периода культурного и экономического расцвета Тарракона.
- Национальный археологический музей Таррагоны[англ.] (кат. Museu Arqueologic) находится на современной Королевской площади (Plaza del Rey) в сохранившейся части древнеримской постройки, именуемой дворцом Пилата (исп. El Pretorio). Здание в Средние века было приспособлено под резиденцию королей Арагона. В 1813 году разрушено французами. Особенно примечательна коллекция мозаик, включающая «Медузу Горгону» (II век) и мозаику «Рыбы», на которой изображены самые различные морские существа: омары, мурены, осьминоги.
- Музей старинного оружия
- Некрополь первых христиан (захоронения III—V вв.)
- Памятник героям 1811 года

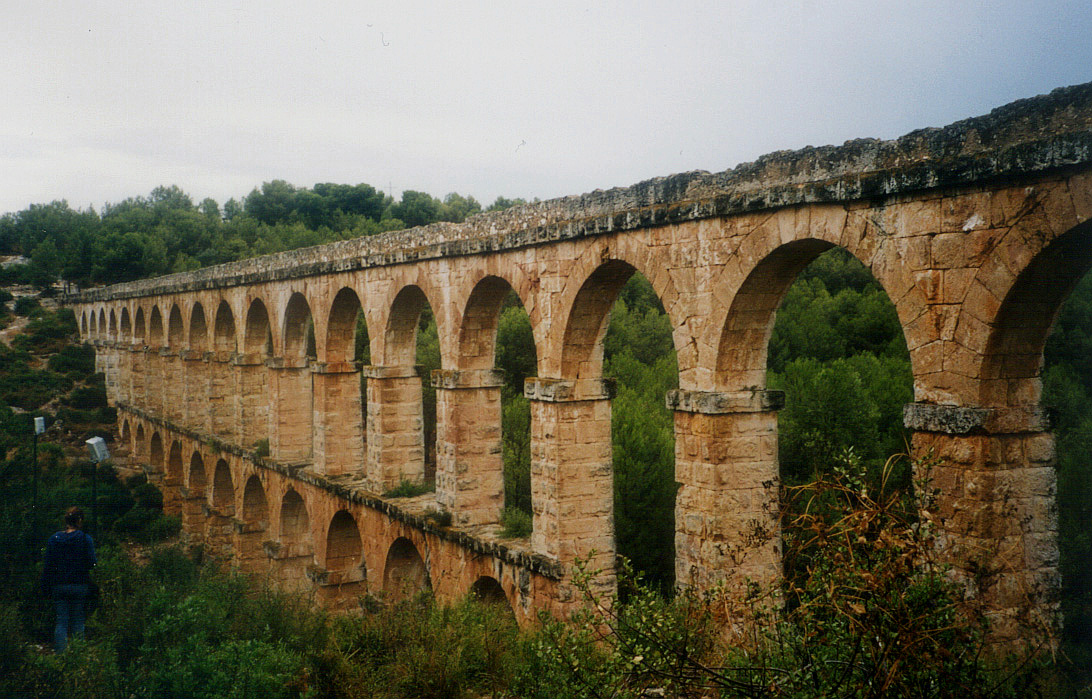
Римский акведук
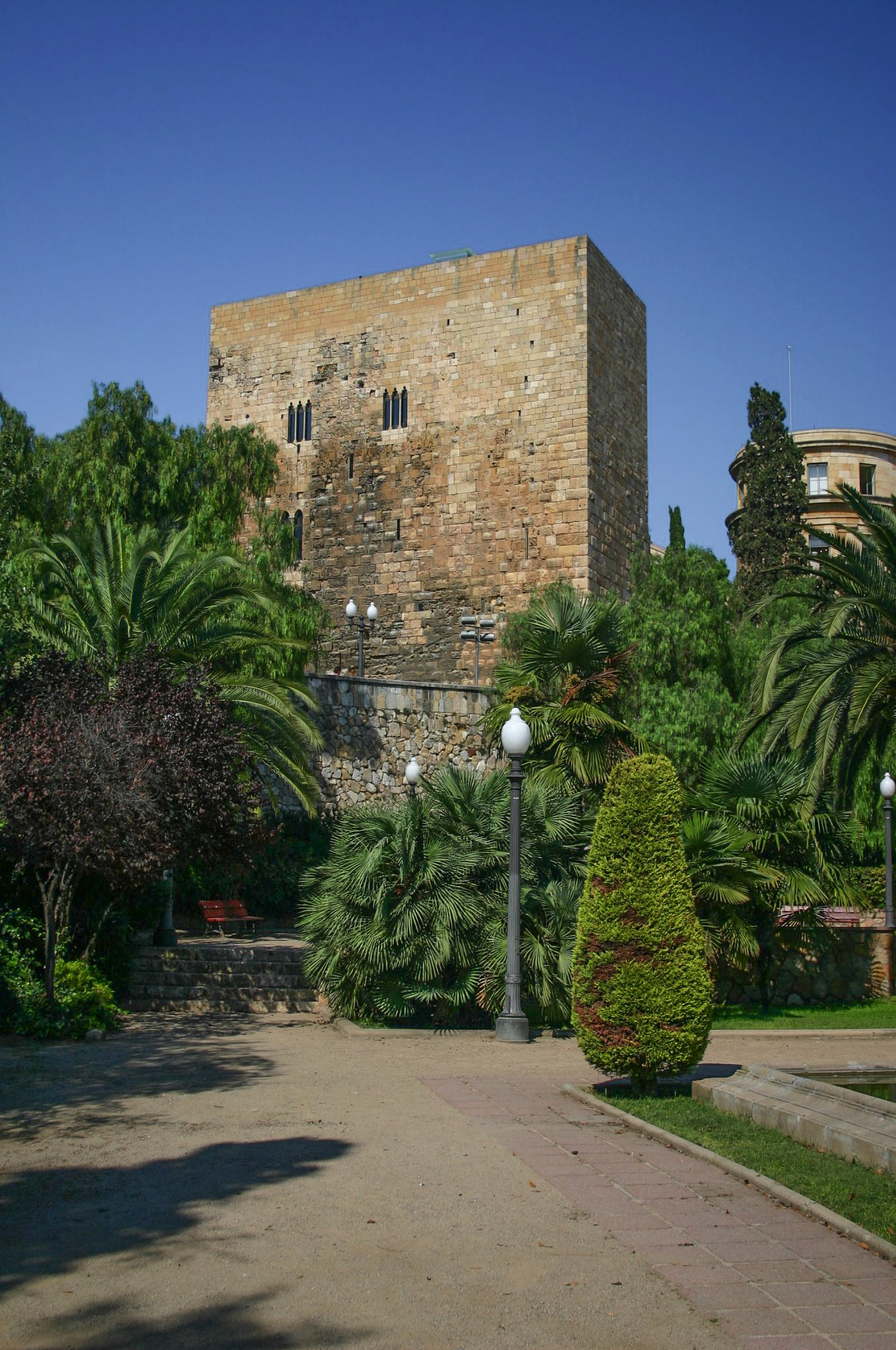
Башня Дворца Пилата
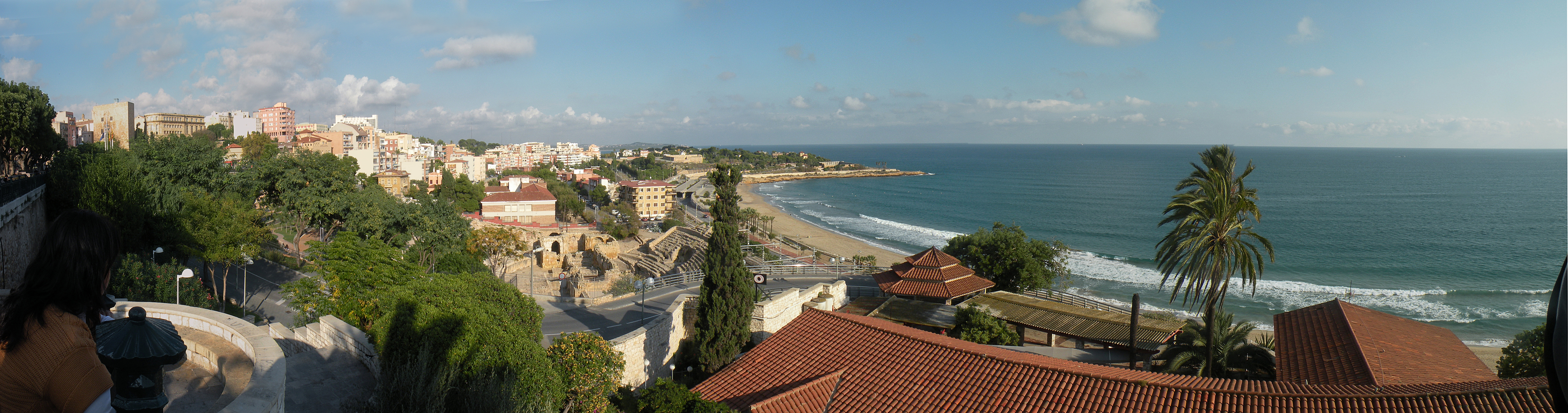
Вид с Балкона Средиземноморья
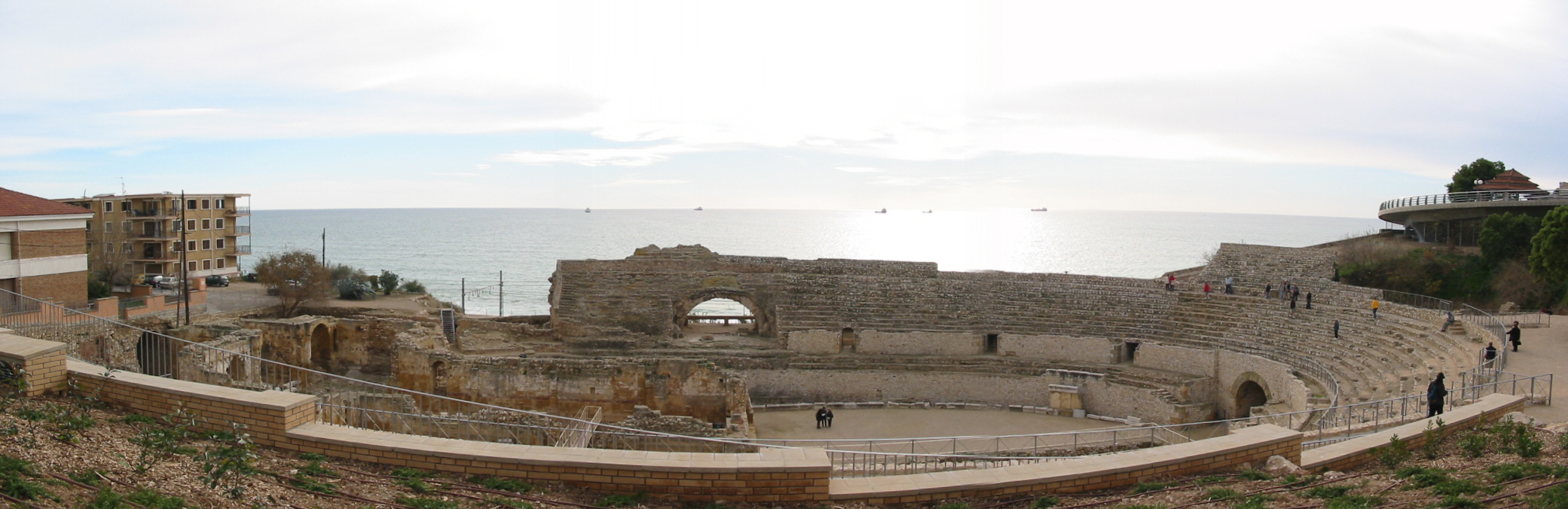
Римский амфитеатр
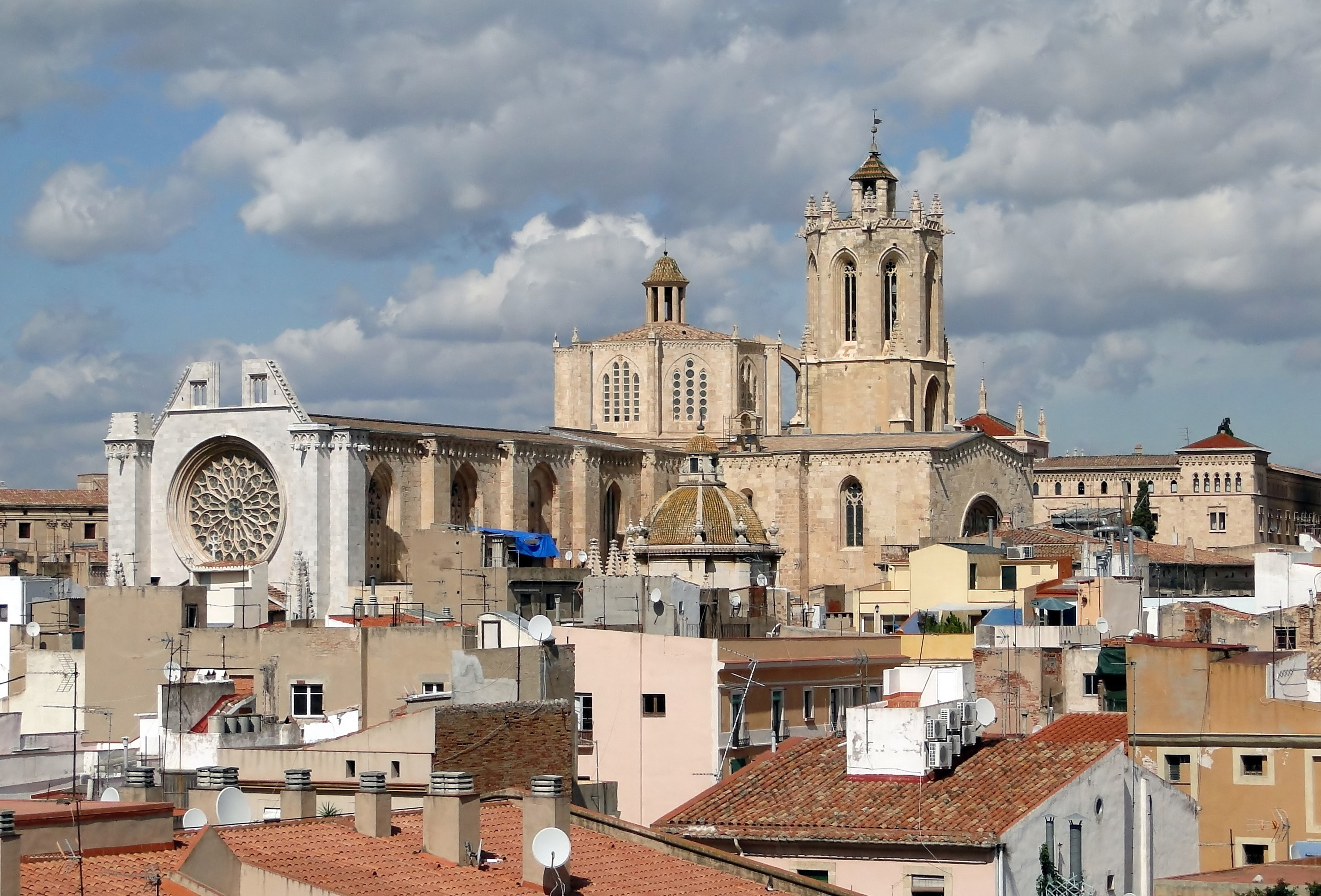
Кафедральный собор

### Окрестности
Кам-де-Таррагона — так называется самая южная из вегерий (каталонских областей) с центром в Таррагоне. Здесь сохранилась античная каменоломня Эль-Медол, где добывали камень для строительства древнего Тарракона. Из курортов «Золотого побережья» наиболее популярен Салоу, рядом с котором расположены самые посещаемые в Испании тематические парки PortAventura World. Город Реус славится примерами каталонского модерна (в том числе спроектированными самым известным уроженцем города — Антонио Гауди). Всего в 30 км к западу от Таррагоны начинается винодельческий район Приорат, что привлекает в регион ценителей винного туризма.

## Города-побратимы и города-партнеры
Города-побратимы:
- Альгеро, Италия, 1972
- Орлеан, Франция, 1978
- Стаффорд, Соединенное королевство, 1992
- Клагенфурт, Австрия, 1996
- Пушкин, Россия, 1997
- Помпеи, Италия, 2006

Города-партнеры:
- Вуарон, Франция

## Список литературы
- Испания. Изд-во «Вокруг света». Изд. 2-е, стереотипное. 2006.
- Барселона и восточное побережье Испании. Изд-во «Вокруг света». Изд. 2-е, исправленное. 2008.